# Jakub Čech (Journalist)

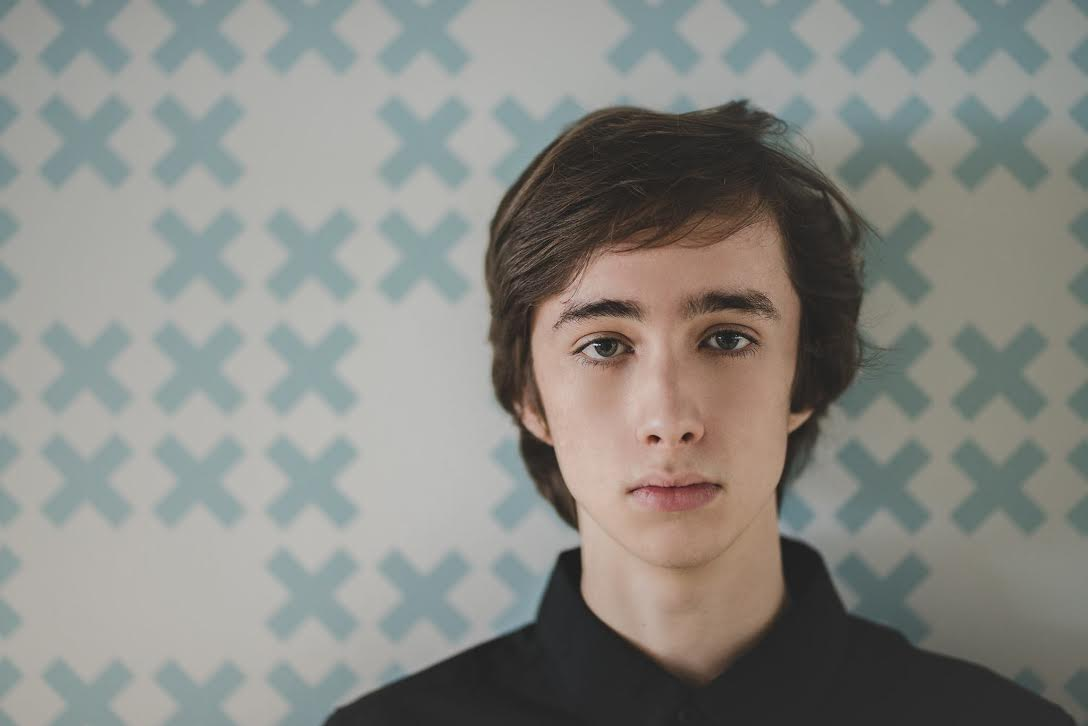
Jakub Čech (2017)

Jakub Čech (* 14. Mai 2000 in Prostějov) ist ein tschechischer Journalist und Aktivist.

## Leben
Jakub Čech wurde schon in jungem Alter bekannt für seine Aktivitäten. Er schrieb über Korruption, Interessenkonflikt, Bossing, sexuellen Missbrauch in der Lokalpolitik und durch Beamte in Prostějov.
Er publiziert vor allem im Hanácký Večerník und auf dem Portal Tiscali.cz.

## Preise
- Gratias Tibi (Člověk v tísni, 2016)[14]
- Cena za odvahu (= Preis für den Mut, Stiftung gegen die Korruption NFPK, 2017)[15]